# Michael Spinks
Michael Spinks est un ancien boxeur américain né le 13 juillet 1956 à St. Louis, dans le Missouri.
Surnommé "Jinx", qui a engendré le surnom de sa main droite "The Spink Jinx", il fut champion du monde de boxe poids mi-lourds de 1981 à 1985, et poids lourds de 1985 à 1987. Il est le frère de l'ancien champion du monde des poids lourds Leon Spinks, et l'oncle de Cory Spinks, ancien champion du monde des poids welters et  champion du monde des super-welters.

## Biographie

### Carrière amateur
Vainqueur des Golden Gloves en 1974 dans la catégorie super-welters et en 1976 en poids moyens, il remporte au cours de sa carrière amateur 93 de ses 100 combats et notamment la médaille d'or aux Jeux olympiques de Montréal.

### Débuts professionnels
Spinks passe professionnel le 17 avril 1977 en poids mi-lourds. Il remporte 9 victoires jusqu'à la fin de la décennie, bien qu'une blessure au genou en 1978, qui le handicapera jusqu'à la fin de sa carrière, l'ait tenu éloigné des rings plusieurs mois. En 1980, il rencontre ses premiers adversaires de haut rang, battant le 4 mai Murray Sutherland par décision unanime des juges, où le quadruple challenger au titre de champion du monde, Yaqui Lopez qu'il bat par KO technique en 7 reprises. Le 28 mars 1981, il bat l'ancien double champion du monde Marvin Johnson en le mettant KO d'un crochet du gauche au 4e round et obtient ainsi un combat pour le titre.

### Champion du monde mi-lourds
Le 18 juillet 1981, invaincu en 17 combats, il rencontre le champion du monde des mi-lourds WBA, Eddie Mustafa Muhammad. Muhammad manque de perdre le titre sur tapis vert avant le combat, au-delà de la limite de poids, mais se présente finalement juste à la limite. Spinks ferme l’œil du champion au 8e round et contrôle le reste du combat, au terme des 15 reprises, il s'impose par décision unanime des juges et devient champion du monde mi-lourds.
Il défend ensuite sa ceinture à 5 reprises, battant notamment Mustafa Wasajja, invaincu en 25 combats, en 6 rounds, ou accordant une revanche à Murray Sutherland
Après ces défenses victorieuses, il devient une superstar dans le monde de la boxe. Les spécialistes réclament un combat d'unification contre le champion WBC Dwight Muhammad Qawi. Mais une tragédie frappe sa vie quand en janvier 1983 sa petite amie meurt dans un accident de voiture, le laissant seul avec sa fille de deux ans.

### Champion du monde incontesté des poids mi-lourds
Finalement, le 18 mars 1983, deux mois après la mort de sa petite amie, Spinks rencontre Qawi . Il vit un moment très dur lorsque sa fille lui demande dans le vestiaire avant son combat si sa mère viendrait le voir. Il se met à pleurer mais monte sur le ring où Qawi l'attend pour unifier la couronne. Le 8e round sera particulièrement compliqué pour Spinks, handicapé par sa blessure au genou, qui chutera 3 fois, l'un étant compté comme un knock down par l'arbitre, Larry Hazzard Sr. Il remporte néanmoins le combat aux points et unifie les ceintures WBA et WBC.
Il défend son titre encore une fois avant la fin de l'année 1983 contre Oscar Rivadeneira, invaincu en 19 combats, dans l'Alaska et l'emporte par KO au 10e round.
Spinks combat seulement une fois en 1984, affrontant Eddie Davis pour le gain de la ceinture IBF des mi-lourds. Il devient le premier boxeur à réunifier les ceintures WBA, WBC et IBF des mi-lourds. Il devait ensuite rencontrer à nouveau Qawi quand celui-ci se blessa pendant l’entraînement.
En 1985, il bat les boxeurs invaincus David Sears et Jim McDonald, tous les deux par KO. Il laisse ses ceintures vacantes pour passer en catégorie poids lourds.

### Champion du monde poids lourds contre Larry Holmes
Ayant combattu la dernière fois en mi-lourds le 6 juin il monte sur le ring en lourds pour la première fois le 21 septembre 1985, ayant gagné 25 livres de muscle. Il affronte le champion du monde Larry Holmes, champion du monde depuis 1978 et invaincu en 48 combats, détenteur du titre IBF, et donné favori à 6 contre 1 . Spinks pourtant remporte le combat aux points par décision unanime des juges, et devient ainsi le premier champion du monde des mi-lourds à remporter le titre de champion du monde des lourds. Cette victoire est nommée surprise de l'année 1985 par Ring Magazine. Après ce combat, Michael et Leon Spinks deviennent les premiers frères champions du Monde.
Le 19 avril 1986, il accorde une revanche à Larry Holmes. Malgré sa précédente défaite, Larry Holmes reste légèrement favori. Peu actif lors des premières reprises, Spinks revient dans le combat, plus serré que le précédent. La décision est cette fois partagée, deux juges donnent Spinks en tête. Cette décision est controversée, beaucoup d'observateurs ayant vu Holmes vainqueur.
Spinks reste invaincu et défend sa ceinture en dominant le champion d'Europe Steffen Tangstad, qu'il envoie à terre dans le 3e round et deux fois dans le 4e, remportant le combat dans ce même round et son 14e championnat du monde toutes catégories de poids confondues.

### Michael Spinks contre Gerry Cooney
Il est néanmoins destitué de sa couronne IBF pour avoir refusé de combattre son challenger Tony Tucker et accepté une offre plus importante pour affronter Gerry Cooney pour un combat sans titre en jeu. Le combat est néanmoins promu comme un championnat du monde, Spinks n'ayant pas perdu son titre sur le ring. Bien que Cooney soit peu actif depuis plusieurs années, Spinks ne part pas favori. Il met pourtant Cooney KO en cinq rounds .

### Michael Spinks contre Mike Tyson
Après l'unification du titre des poids lourds par Mike Tyson, les supporters réclament un combat entre eux. Ce combat a lieu le 27 juin 1988 , plus d'un an après le dernier combat de Spinks, dont les problèmes aux genoux ont empiré, il porte d'ailleurs des genouillères aux deux jambes. Il est battu par KO au premier round en 1 minute et 31 secondes. Un mois après ce combat, il annonce prendre sa retraite.

### Carrière post boxeur
Après avoir pris sa retraite, Spinks s'occupa de jeunes boxeurs avec son ancien manageur, Butch Lewis, mort de causes naturelles le 23 juillet 2011.